# 日本パラスポーツ協会
公益財団法人日本パラスポーツ協会（にほんパラスポーツきょうかい、英語: Japanese Para Sports Assosciation、略称: JPSA）は、
日本の障害者スポーツを統括する公益法人。主な事業は、パラリンピックをめざす選手の育成・強化やパラリンピック日本選手団の派遣をはじめ、障害者の生涯スポーツの実践を促進するための大会開催、人材養成、国民理解の促進である。公益財団法人日本スポーツ協会に加盟している。

## 概要
1964年に行われた東京パラリンピックの成功を受け、障害者の国体である全国身体障害者スポーツ大会を開催するため、1965年5月24日に「財団法人日本身体障害者スポーツ協会」（Japan Sports Association for the Disabled、略称: JSAD）として、厚生省（現・厚生労働省）の認可を受けて設立された。
1998年長野パラリンピックにおける日本選手団の活躍を受け、また、三障害（身体障害・知的障害・精神障害）すべてのスポーツ振興を統括する組織として1999年8月20日、財団法人日本障害者スポーツ協会への名称変更、日本パラリンピック委員会（JPC）を内部組織として発足、三つの協議会（スポーツ協会協議会、競技団体協議会、スポーツ指導者協議会）を設置した。
2014年3月31日、組織名を「日本障がい者スポーツ協会」（Japanese Para-Sports Association、略称: JPSA）に変更し、
2021年10月1日には、組織名を「日本パラスポーツ協会」（Japanese Para Sports Assosciation、略称: JPSA）に変更した。
主な事業として、パラリンピック大会への日本選手団派遣、国際パラリンピック委員会の登録商標である「パラリンピック」の保全、全国障害者スポーツ大会、ジャパンパラ競技大会をはじめ、さまざまな障害者スポーツ大会を主催、障害者スポーツの指導者育成などをおこなっている。

## 日本パラリンピック委員会
日本パラリンピック委員会（英: Japanese Paralympic Committee、略称: JPC）は、日本の国内パラリンピック委員会。国際パラリンピック委員会（IPC）およびアジアパラリンピック委員会（APC）に加盟している。
JOCとJPCは、2014年8月6日パラリンピックを目指す強化指定選手の就職支援する協定を結んだと発表。JOCが仲介役となりオリンピックを目指すトップ選手と企業の橋渡しをする制度アスナビに障害者選手も登録する。JOCとJPCの協定は初。

## 主催大会
＜主な出典：＞
- ジャパンパラ競技大会（旧ジャパンパラリンピック競技大会）
- 全国障害者スポーツ大会
- 日本車いすバスケットボール選手権大会
- 日本車いすツインバスケットボール選手権大会
- 厚生労働大臣杯争奪全国身体障害者スキー大会
- 日本障害者自転車競技大会
- 全国障害者アーチェリー選手権大会
- 大分国際車いすマラソン大会
- 全国車いす駅伝競走大会
- 国際盲人マラソンかすみがうら大会

## 加盟団体

### 統括競技団体
☆は日本パラリンピック委員会に加盟している団体
| 団体名                                           | 障害者参加状況 | 障害者参加状況 | 障害者参加状況 | 障害者参加状況 | 障害者参加状況 | 法人格       | 備 考 |
| 団体名                                           | 視 覚          | 肢 体          | 聴 覚          | 知 的          | 精 神          | 法人格       | 備 考 |
| ------------------------------------------------ | -------------- | -------------- | -------------- | -------------- | -------------- | ------------ | ----- |
| 全日本ろうあ連盟スポーツ委員会                   |                |                | 〇             |                |                | 一般財団法人 | ☆     |
| 日本視覚障害者団体連合スポーツ協議会             | 〇             |                |                |                |                | 社会福祉法人 |       |
| スペシャルオリンピックス日本                     |                |                |                | 〇             |                | 公益財団法人 |       |
| 全日本知的障がい者スポーツ協会                   |                |                |                | 〇             |                | 一般社団法人 | ☆     |
| 日本精神保健福祉連盟精神障害者スポーツ推進委員会 |                |                |                |                | 〇             | 公益社団法人 |       |

### 競技別競技団体
☆は日本パラリンピック委員会に加盟している団体
※2019年1月23日現在
| 団体名                                   | 障害者参加状況 | 障害者参加状況 | 障害者参加状況 | 障害者参加状況 | 障害者参加状況 | 法人格       | 備 考 |
| 団体名                                   | 視 覚          | 肢 体          | 聴 覚          | 知 的          | 精 神          | 法人格       | 備 考 |
| ---------------------------------------- | -------------- | -------------- | -------------- | -------------- | -------------- | ------------ | ----- |
| 全国アダプテッドエアロビック協議会       | 〇             | 〇             |                | 〇             |                |              |       |
| 全日本グランドソフトボール連盟           | 〇             |                |                |                |                |              |       |
| 全日本車椅子空手道連盟                   |                | 〇             |                |                |                |              |       |
| 全日本視覚障害者ボウリング協会           | 〇             |                |                |                |                | 一般社団法人 | ☆     |
| 日本アンプティサッカー協会               | 〇             | 〇             |                |                |                | NPO          |       |
| 日本ウィルチェアーラグビー連盟           |                | 〇             |                |                |                | 一般社団法人 | ☆     |
| 日本FIDバスケットボール連盟              |                |                |                | 〇             |                | 一般社団法人 | ☆     |
| 日本車椅子ソフトボール協会               |                | 〇             |                |                |                | 一般社団法人 | ☆     |
| 日本車いすツインバスケットボール連盟     |                | 〇             |                |                |                |              |       |
| 日本車いすテニス協会                     |                | 〇             |                |                |                | 一般社団法人 | ☆     |
| 日本車いすバスケットボール連盟           |                | 〇             |                |                |                | 一般社団法人 | ☆     |
| 日本ゴールボール協会                     | 〇             |                |                |                |                | 一般社団法人 | ☆     |
| 日本CPサッカー協会                       | 〇             |                |                |                |                | 一般社団法人 | ☆     |
| 日本視覚障害ゴルファーズ協会             | 〇             |                |                |                |                | NPO          |       |
| 日本視覚障害者柔道連盟                   | 〇             |                |                |                |                | NPO          | ☆     |
| 日本視覚障害者卓球連盟                   | 〇             |                |                |                |                |              |       |
| 日本肢体障がい者ボウリング連盟           |                | 〇             |                |                |                |              |       |
| 日本肢体不自由者卓球協会                 |                | 〇             |                |                |                | 一般社団法人 | ☆     |
| 日本パラカヌー連盟                       |                |                |                |                |                | 一般社団法人 | ☆     |
| 日本障害者ゴルフ協会                     | 〇             | 〇             | 〇             |                |                | NPO          |       |
| 日本障害者シンクロナイズドスイミング協会 |                | 〇             |                |                |                |              |       |
| 日本障害者スキー連盟                     | 〇             | 〇             | 〇             | 〇             |                | NPO          | ☆     |
| 日本障害者スポーツ射撃連盟               |                | 〇             |                |                |                | NPO          | ☆     |
| 日本障害者セーリング協会                 |                |                |                |                |                | NPO          | ☆     |
| 日本障がい者乗馬協会                     |                | 〇             |                |                |                | 一般社団法人 | ☆     |
| 日本パラバドミントン連盟                 |                | 〇             | 〇             |                |                | 一般社団法人 | ☆     |
| 日本障害者フライングディスク連盟         | 〇             | 〇             | 〇             | 〇             | 〇             | NPO          |       |
| 日本パラ水泳連盟                         | 〇             | 〇             | 〇             |                |                | 一般社団法人 | ☆     |
| 日本身体障害者野球連盟                   |                | 〇             |                |                |                | NPO          |       |
| 日本スポーツ吹矢協会                     |                | 〇             |                |                |                | 一般社団法人 |       |
| 日本ソーシャルフットボール協会           |                | 〇             |                |                |                | NPO          |       |
| 日本卓球バレー連盟                       |                | 〇             |                |                |                |              |       |
| 日本知的障がい者サッカー連盟             |                |                |                | 〇             |                | NPO          | ☆     |
| 日本知的障害者水泳連盟                   |                |                |                | 〇             |                | 一般社団法人 | ☆     |
| 日本知的障がい者ソフトボール連盟         |                |                |                | 〇             |                |              |       |
| 日本知的障がい者卓球連盟                 |                |                |                | 〇             |                | 一般社団法人 | ☆     |
| 日本知的障がい者フットベースボール連盟   |                |                |                | 〇             |                |              |       |
| 日本知的障がい者陸上競技連盟             |                |                |                | 〇             |                | NPO          | ☆     |
| 日本聴覚障がい者ラグビーフットボール連盟 |                |                | 〇             |                |                | NPO          |       |
| 日本聴覚障害者陸上競技協会               |                |                | 〇             |                |                | 一般社団法人 |       |
| 日本デフゴルフ協会                       |                |                | 〇             |                |                | NPO          |       |
| 日本デフバスケットボール協会             |                |                | 〇             |                |                | NPO          | ☆     |
| 日本デフバドミントン協会                 |                |                | 〇             |                |                | 一般社団法人 |       |
| 日本デフバレーボール協会                 |                |                | 〇             |                |                | 一般社団法人 | ☆     |
| 日本電動車椅子サッカー協会               |                | 〇             |                |                |                | 一般社団法人 |       |
| 日本トライアスロン連合                   |                |                |                |                |                | 公益社団法人 | ☆     |
| 日本パラアーティスティックスイミング協会 |                |                |                |                |                |              |       |
| 日本パラアイスホッケー協会               |                | 〇             |                |                |                | 一般社団法人 | ☆     |
| 日本パラサイクリング連盟                 |                |                |                |                |                | 一般社団法人 | ☆     |
| 日本パラバレーボール協会                 |                | 〇             |                |                |                | 一般社団法人 | ☆     |
| 日本パラ陸上競技連盟                     |                |                |                |                |                | 一般社団法人 | ☆     |
| 日本バリアフリーダイビング協会           | 〇             | 〇             | 〇             |                |                | NPO          |       |
| 日本ブラインドサッカー協会               | ○              |                |                |                |                | NPO          | ☆     |
| 日本ブラインドテニス連盟                 | ○              |                |                |                |                |              |       |
| 日本ブラインドマラソン協会               | ○              |                |                |                |                | 認定NPO      | ☆     |
| 日本フロアバレーボール連盟               | 〇             |                |                |                |                |              |       |
| 日本ボッチャ協会                         |                | 〇             |                |                |                | 一般社団法人 | ☆     |
| 日本ローイング協会                       |                |                |                |                |                | 公益社団法人 | ☆     |
| 日本ろうあ者卓球協会                     |                |                | ○              |                |                | 一般社団法人 | ☆     |
| 日本ろう者サッカー協会                   |                |                | ○              |                |                | 一般社団法人 | ☆     |
| 日本ろう者水泳協会                       |                |                | ○              |                |                | 一般社団法人 | ☆     |

### 準登録競技団体
※法人格を除いて50音順
- 一般社団法人全日本テコンドー協会
- 一般社団法人日本車いすカーリング協会
- 一般社団法人日本車椅子ハンドボール連盟
- NPO日本車椅子ビリヤード協会
- NPO日本車いすフェンシング協会
- 一般社団法人日本デフビーチバレーボール協会
- 一般社団法人日本ろう自転車競技協会
- 一般社団法人日本ろう者スキー協会
- 一般社団法人日本ろう者テニス協会
- 日本ろう者ボウリング連合
- 一般社団法人日本ろう武道連盟
- 認定NPOローンボウルズ日本

## JPSAオフィシャルパートナー
- 日本航空（JAL/JAPAN AIRLINES）
- 全国共済農業協同組合連合会（JA共済）
- 田中貴金属工業（TANAKA）
- 東京ガス（TOKYO GAS）
- 中外製薬（Chugai-Roche）
- 三菱商事（Mitsubishi Corp.）
- あいおいニッセイ同和損保（Aioi Nissay Dowa Ins.）
- 三菱電機（Mitsubishi Electric）
- サントリー（SUNTORY）
- 大同生命（Daido Life Ins.）
- トヨタ自動車（TOYOTA）
- ゴールドウイン（Goldwin）
- JR東日本（JR-East）
- 東京建物（Tokyo Tatemono）
- 清水建設（SHIMIZU Corporation）
- 全日本空輸（ANA）
- 東京海上日動（Tokyo Marine & Nichido）
- 野村不動産ホールディングス（Nomura Real Estate Holdings）
- みずほフィナンシャルグループ（Mizuho Financial Group）
- 三菱ケミカル（Mitsubishi Chemical）
- 日清製粉グループ本社（Nisshin Seifun Group）
- イオン（AEON）
- 富士通（FUJITSU）
- 日本電信電話（NTT）
- 電源開発（J-POWER）
- 三菱地所（Mitsubishi Estate）
- 関電工（Kandenko）
- 東急リバブル（Tokyu Livable）
- INPEX（INPEX Corporation）
- アシックス（ASICS Corporation）
- サイボウズ（Cybozu）

上記パートナー企業のうち、アシックスの他あいおいニッセイ同和損保を傘下に持つMS&ADインシュアランスグループや東京海上日動、東京ガス、三菱商事はJPCオフィシャルパートナーも兼任する。

## パートナー企業（2025〜）

### ワールドワイドパートナー
- ABインベブ
- Airbnb
- アリババグループ
- アリアンツ
- コカ・コーラ（日本コカ・コーラ）/蒙牛乳業
- デロイト トウシュ トーマツ
- オメガ（オメガ・ジャパン）
- オットーボック
- P&G（プロクター・アンド・ギャンブル・ジャパン）
- サムスン（サムスン電子ジャパン）
- TCL（TCLジャパンエレクトロニクス）
- Visa（VJAグループ）

### JPCオフィシャルパートナー
- アシックス
- 味の素
- エアウィーヴ
- MS&ADインシュアランスグループ
- 東京海上日動
- 東京ガス
- 日本生命保険
- 丸大食品
- 三井不動産
- 三菱商事

## 報奨金
パラリンピック競技大会のメダリストに対しては、日本パラスポーツ協会から、報奨金が支給されている。
- 金メダル：300万円
- 銀メダル：200万円
- 銅メダル：100万円

また、これに加え、日本パラスポーツ協会の加盟競技団体からも、報奨金を支給している場合がある。
国としては、メダリストの栄誉を称える観点から、報奨金について所得税と住民税を非課税とするとともに、メダリストへの顕彰を行っている

。